# بوبي فينويك
بوبي فينويك (بالإنجليزية: Bobby Fenwick)‏ هو لاعب كرة قاعدة أمريكي، ولد في 10 ديسمبر 1946 في ناها في اليابان.

## وصلات خارجية
- بوبي فينويك على موقعبيزبول رفرنس.كوم (الدوري الرئيسي) (الإنجليزية)
- بوبي فينويك على موقع جمعية أبحاث البيسبول الأمريكية (الإنجليزية)